# Савчак Назар Володимирович
Назар Володимирович Савчак (25 січня 1972, м. Тернопіль, Україна — 1 лютого 2021, м. Тернопіль, Україна) — український книгознавець, письменник, поет.

## Життєпис
Назар Савчак народився 25 січня 1972 року в місті Тернополі.
Закінчив Тернопільську середню школу № 11 та № 16. Вступив до медакадемії, потім у педагогічний інститут, котрі не закінчив. Займався самоосвітою.
Друкував вірші у місцевій пресі. Його поезія є також у збірці «Дев'ятидесятників», яку видав Василь Махно. Працював консультантом-менеджером книгарень «Дім книги» та «Книжкова хата».
Помер 1 лютого 2021 року в Тернополі від COVID-19.